# Li Naewiger
Li Naewiger (Lieselotte Naewiger; * 1917 in Dresden; † 1986 ebenda) war eine deutsche Fotografin.

## Leben und Werk
Lieselotte Naewiger kam wohl aus der Familie des Fotografen und späteren Vorstandsvorsitzenden der Dresdner Fabrik für Fotopapiere Mimosa AG, Friedrich Wilhelm Naewiger (1882–1952). Nach dem Abitur machte sie von 1938 bis 1939 in Dresden bei Franz Fiedler eine Fotografenlehre und 1940 in München in der Bromsilber-Rotationsanstalt Hans Käsebauer eine Weiterbildung zur Retuscheurin. Von 1941 bis 1945 war sie in Dresden Assistentin der Fotografin Erica Stroedel (1899–1984). 1944 erwarb sie den Meistertitel, und 1945 bis 1947 war sie als Fotomeisterin bei Mimosa angestellt. Von 1947 bis 1968 arbeitet sie als selbständige Fotografin. Sie firmierte mit ihrem Atelier in Dresden-Blasewitz, Reinhold-Becker-Straße 27, unter Lieselotte Naewiger. Werkstätte für Fototechnik und Bildnisfotografie (Porträts, Fotokopien, Reproduktionen aller Art) und benutzte den Künstlernamen Li Naewiger. Von 1969 bis 1985 war sie Mitarbeiterin des Negativarchivs der Deutschen Fotothek.
Li Naewiger war eine der bedeutenden künstlerischen Fotografinnen Dresdens. Sie machte Porträts, Landschaftsaufnahmen, Fotos von Blumen und Pflanzen, Kunstdokumentationen und besonders in den 1930er Jahren Reisefotografien. Von besonderem künstlerischen und historischen Wert sind ihre Fotografien von Künstlern, Wissenschaftlern und anderen Persönlichkeiten wie Theo Adam, Heinrich Barkhausen, Hubert Georg Ermisch, der Autor von Stücken für das Puppentheater Fritz Gay (1901–1969), der Kunsthistoriker Hans Geller (1894–1962), Edith Heerdegen, Walter König, Rudolf Mauersberger, Hans Neubert, Gottfried Noth, Erich Ponto, Ludwig Renn und Irena Rüther-Rabinowicz.
Arbeiten Li Naewigers befinden sich in der Deutschen Fotothek und im Kupferstichkabinett Dresden.

## Postume Ausstellung mit Fotografien Li Naewigers
- 2001: Bonn, Haus der Geschichte der Bundesrepublik Deutschland („Frauenobjektiv. Fotografinnen 1940 bis 1950“)